# Espaço agrário
Espaço agrário é a área ocupada com a produção agrícola (vegetal, pastagens e florestas), habitações dos agricultores e, ainda, infraestruturas e equipamentos que se relacionam com a atividade mercantil de produção agrícola. O espaço agrário, além de corresponder à área de produção agrícola, também corresponde à estrutura fundiária (conjunto de normas e leis). O mesmo acontece com a apresentação rural do nosso grosso.
O minifúndio de carácter familiar é dominante há séculos em quase toda a paisagem rural europeia. Essas propriedades contam com forte apoio governamental e têm elevada produtividade. Tradicionalmente, a Europa é dividida em duas grandes regiões agrícolas: Zona temperada, localizada no centro-norte do continente. Caracteriza-se pelo uso de tecnologias avançadas, que garantem grande produtividade. Nessa área são cultivados cereais, especialmente o trigo. Zona mediterrânica, localizada no sul caracteriza-se pelo uso de técnicas tradicionais. Consequentemente, a produtividade é menor. Em gemi, as propriedades são maiores do que as predominantes mais ao norte, e nelas se cultivam sobretudo oliveiras e vinhas. Desde a criação da União Europeia (UE), o continente está formulando uma política única para o setor agrícola. Medidas protecionistas têm garantido aos seus ,redutores rurais condições técnicas e financeiras para enfrentar a concorrência internacional. Uma dessas medidas são os subsídios agrícolas. Calcula-se que sem despendidos pelos governos que integram essa organização cerca de $1.700.000.000.000 bilhões anualmente para o setor agropecuário. Graças a esses subsídios, os agrícolas europeus podem, por exemplo, vender seus pronos por preços inferiores aos de similares importados. O protecionismo europeu vem sendo muito criticado pelos países subdesenvolvidos que não subsidiam seus produtores e dependem das exportações de produtos agrícolas, como o Brasil.
Outro problema que inspira cada vez mais preocupação na Europa são as implicações socioambientais das profundas transformações que a agroindústria tem gerado na produção agrícola. O desenvolvimento de rações fabricadas com base em proteína animal disseminou a doença da “vaca louca” no Reino Unido, na década de 1990. A Bélgica, por sua vez, detectou dioxina (substância cancerígena) na carne de frangos, porcos e bois, oriunda também de ração contaminada. Esses fatos levaram a UE a adotar rigorosos controles sanitários para a produção e comercialização de carne em seu território. A partir da década de 1990 nota-se uma tendência ao aumento do tamanho das propriedades, resultado direto da penetração do capital agroindustrial no campo essa tendência, porém, não deve gerar impactos sociais graves, como o êxodo rural, pois a população européia que vive no campo já é muito pequena. legalmente o espaçoa agrario .
As partes ao sul tem pouca agricultura, já que seu tipo climático é mais frio, o que torna o solo pouco produtivo. Porém se destacam na extração de madeira, fabricação de pao resseco e criação de bois.